# Santiago López
Santiago López Grobin (Nono, 9 febbraio 2006) è un calciatore argentino, attaccante del Rosario Central in prestito dall'Independiente.

## Caratteristiche tecniche
Gioca come ala sinistra.

## Carriera

### Club
López è cresciuto nel settore giovanile dell'Independiente, con cui ha debuttato in prima squadra il 17 luglio 2023 nell'incontro di Primera División vinto 1-0 contro il Central Córdoba (SdE). Il 27 febbraio 2024 ha firmato un contratto professionistico valido fino al 2026.

### Nazionale
Ha giocato nella nazionale argentina Under-17.

## Statistiche

### Presenze e reti nei club
Statistiche aggiornate al 2 giugno 2024.
| Stagione        | Squadra         | Campionato      | Campionato | Campionato | Coppe nazionali | Coppe nazionali | Coppe nazionali | Coppe continentali | Coppe continentali | Coppe continentali | Altre coppe | Altre coppe | Altre coppe | Totale | Totale | Totale |
| Stagione        | Squadra         | Comp            | Pres       | Reti       | Comp            | Pres            | Reti            | Comp               | Pres               | Reti               | Comp        | Pres        | Reti        | Pres   | Reti   |        |
| --------------- | --------------- | --------------- | ---------- | ---------- | --------------- | --------------- | --------------- | ------------------ | ------------------ | ------------------ | ----------- | ----------- | ----------- | ------ | ------ | ------ |
| 2023            | Independiente   | PD              | 1          | 0          | CA+CdL          | 0               | 0               |                    | -                  | -                  |             | -           | -           | 1      | 0      |        |
| 2024            | Independiente   | PD              | 4          | 0          | CA+CdL          | 2+0             | 0               |                    | -                  | -                  |             | -           | -           | 6      | 0      |        |
| Totale carriera | Totale carriera | Totale carriera | 5          | 0          |                 | 2               | 0               |                    | -                  | -                  |             | -           | -           | 7      | 0      |        |